# Raión de Yampil (Vínnytsia)
Yampil (en ucraniano: Ямпільський район) es un antiguo raión o distrito de Ucrania en el óblast de Vínnytsia. 
Comprende una superficie de 790 km².
La capital fue la ciudad de Yampil.

## Demografía
Según estimación 2010 contaba con una población total de 47669 habitantes.

## Otros datos
El código KOATUU es 525600000. El código postal 24500 y el prefijo telefónico +380 4336.